# Chelyosoma siboja
Chelyosoma siboja is een zakpijpensoort uit de familie van de Corellidae. De wetenschappelijke naam van de soort is voor het eerst geldig gepubliceerd in 1906 door Oka.